# フリブルゲンセAC
フリブルゲンセAC (ポルトガル語: Friburguense Atlético Clube) は、ブラジル・リオデジャネイロ州ノーヴァ・フリブルゴを本拠地とするサッカークラブである。

## 歴史
フリブルゲンセACは1980年3月14日にフルミネンセAC (Fluminense Atlético Clube) とセラーノFC (Serrano Futebol Clube) の合併によって生まれた。
1984年、クラブはカンピオナート・カリオカ1部に初めて参加したが、11位で降格した。
1997年、カンピオナート・カリオカ2部に優勝してクラブ初のタイトルを獲得した。決勝ではセレスFCを下し（ファーストレグが1-0、セカンドレグが1-1）、1998年は1部に昇格した。
2005年、クラブの歴史上初めてコパ・ド・ブラジルに出場した。1回戦でAAカウデンセに勝った（ファーストレグが4-1、セカンドレグが1-2）が、2回戦でインテルナシオナルに敗れた（ノーヴァ・フリブルゴでのファーストレグは1-1の引き分け、ポルト・アレグレでのセカンドレグは4-0で敗北）。

## タイトル
- カンピオナート・カリオカ2部：2回
  - 1994, 1997

## 歴代所属選手
- 東城利哉 2012-2014
- 東城翔也 2014